# Чжан Чжань
Чжан Чжань (кит. трад. 张展, спр. 張展, піньїнь: Zhāng Zhǎn, народилася 2 вересня 1983 року) — китайська журналістка та колишня юристка, яка зазнала тортур від китайської таємної поліції та була засуджена до чотирьох років тюрми за звинуваченням у "розпалюванні сварок і викликання неприємностей" за її повідомлення про проблеми менеджменту коронавірусної хвороби урядом Китаю. Вона є першою громадянською журналісткою, яку засудили за репортажі про пандемію в Китаї.

## Журналістика
Чжань — громадянська журналістка, яка подорожувала із Шанхаю в Ухань, щоб висвітлити ситуацію з пандемією COVID-19 у тій місцевості. Вона фіксувала переповнені лікарні, порожні магазини, Інститут вірусології в Ухані, крематорії в прямих трансляціях та есе, також вона висвітлювала затримання незалежних журналістів та переслідування сімей жертв пандемії, які вимагають підзвітності за події. За її словами, крематорії в Ухані працювали день і ніч, у той час, коли державні ЗМІ стверджували, що пандемія знаходиться під контролем.
Громадянські журналісти є джерелом нецензурованої інформації про пандемію в Китаї, однак через відсутність у них акредитації їх дуже мало.

## Арешт
Мережа китайських правозахисників (Chinese Human Rights Defenders) зафіксувала зникнення Чжань 14 травня 2020 року; пізніше стало відомо, що її затримала поліція і перевезла назад до Шанхаю. Вона залишалася ув'язненою без оголошення звинувачення аж до початку листопада. Чжань — одна із кількох громадянських журналістів, включно з Лі Цзехуа, Чень Цюши та Фан Бінь, які зникли або були заарештовані раніше в лютому 2020.

## Тортури
Чжань зазнала тортур, її цілодобово тримали в наручниках протягом трьох місяців. Вона оголосила голодування наприкінці червня на три місяці, її насильно годують через зонд.

### Вплив тортур
Її адвокат Рен Цюаньню описав її як дуже слабку: "Окрім головного болю, запаморочення та болю в шлунку, вона також мала біль у роті та горлі. Вона сказала, що це може бути через запалення спричинене введення шлункового зонда". Адвокат заявив, що вона можливо не виживе.

## Суд і вирок
Їй було пред'явлено звинувачення у "збиранні пліток та провокуванні неприємностей", яке китайський уряд часто використовує для ув'язнення своїх опонентів; вона була засуджена до чотирьох років ув'язнення. Її злочин був визначений як підрив громадського порядку, створення хвилювань у громадському просторі. Вона була звинувачена за комунікацію з іноземними ЗМІ, такими як Радіо Вільна Азія (Radio Free Asia) та The Epoch Times, та розповсюдженні неправдивої інформації щодо пандемії COVID-19 в Ухані.
Чжан звинуватили у фальсифікації двох фактів у її репортажах в Ухані — у тому, що мешканці  були змушені платити за тести на COVID-19, а також, що мешканцям, які мусили не покидати їхній дім, районні комітети присилали гнилі овочі як харчування. Чжан стверджує, що це правда.
Під час судового розгляду, який тривав менше трьох годин, її прихильникам, іноземним журналістам та британському дипломату було заборонено входити до зали суду. Шанхайський суд засудив її до чотирьох років позбавлення волі, вона є першою громадянською журналісткою засудженою за повідомлення про перебіг пандемії в Китаї Її представляють кілька адвокатів, включаючи Рен Цюаньню та Чжан Кеке.

## Реакції

### Сполучені Штати Америки
Державний секретар Сполучених Штатів Америки, Майк Помпео, оприлюднив заяву, що "Сполучені Штати Америки рішуче засуджують фальшиве переслідування та засудження громадянської журналістки Чжан Чжана 28 грудня Китайською Народною Республікою (КНР)".

### Європейський Союз
Європейський Союз закликав її негайно звільнити. Вони також закликали звільнити адвоката з прав людини, Ю Веньшена, та кількох інших затриманих та засуджених правозахисників та репортерів у Китаї. Представник зовнішньополітичного відомства ЄС Пітер Стано заявив, "згідно із достовірними джерелами, під час затримання пані Чжан зазнавала тортур і жорстокого поводження, а стан її здоров'я серйозно погіршився".

### Сполучене Королівство
Посольство Сполученого Королівства в Пекіні заявило, що її справа "викликає серйозне занепокоєння щодо свободи ЗМІ в Китаї" і що вона є однією з щонайменше 47 журналістів, які зараз перебувають під вартою в Китаї за висвітлення коронавірусної пандемії у Китаї; у заяві Китай закликається до їх звільнення.

## Особисте життя
Чжан народилася в Сяньяні, провінція Шеньсі, і закінчила навчання за спеціальністю фінанси у Південно-Західному університеті фінансів і економіки в Ченду. Вона практикуюча християнка.

## Зовнішні посилання
- Канал Чжан Чжань [Архівовано 30 грудня 2020 у Wayback Machine.] на YouTube